# حمام الست (مسرحية)
مسرحية مصرية من إنتاج فرقة مسرح الإسكندرية تم عرضها يوم الاثنين١٢ أغسطس الموافق ثاني أيام عيد الأضحى المبارك على  مسرح بيرم التونسى بالإسكندرية  

## قصة المسرحية
مسرحية حمام الست" مأخوذ عن نص "حمام رومانى" للكاتب البلغاري برانسيلاف استروتايف،  تدور أحداثها حول أحد المواطنين أكتشف حمام الملكة كليوباترا في بيته الذي يقع في مدينة الإسكندرية بمنطقة بحري، ويقوم أحد باحثي الأثار بوضع يده على الحمام بإعتبار أنه اكتشاف خاص به ويحاول الاستفادة منه في تحقيق أمجاد علمية، وعلى الجانب الآخر يظهر مجموعة من الفسدة والمستغليين منهم تاجر آثار يحاول استغلال  الحمام الأثري، وتتوالى الأحداث

## طاقم العمل

### الممثلين
- ندى بسيوني
- محمد عز [6][7]
- هاجر الشرنوبي
- زياد يوسف

### تأليف
- ستانيسلاف ستراتيف	  (قصة)
- جمال ياقوت   (إعداد)

### موسيقى
- محمد مخيمر   (أشعار)
- محمد مصطفى	  (الألحان والموسيقى)

### إخراج
- جمال ياقوت   (إخراج)

### ملابس
- نيرة عباس	  (تصميم الأزياء)